# Radial Conchillas
Radial Conchillas o Radial Hernández es una localidad uruguaya del departamento de Colonia.

## Ubicación
La localidad se encuentra situada en la zona oeste del departamento de Colonia, próximo a las nacientes del arroyo Conchillas, en la intersección de la ruta 21 con el camino de acceso a Conchillas, y al oeste del empalme de esta ruta con la ruta 55. Dista 5 km de la localidad de Conchillas y 45 km de Colonia del Sacramento.

## Población
Según el censo de 2011 la localidad contaba con una población de 294 habitantes.
| 62            | 100 | 108 | 136 | 288 | 294 |
| (Fuente: INE) |     |     |     |     |     |